# Trance Energy

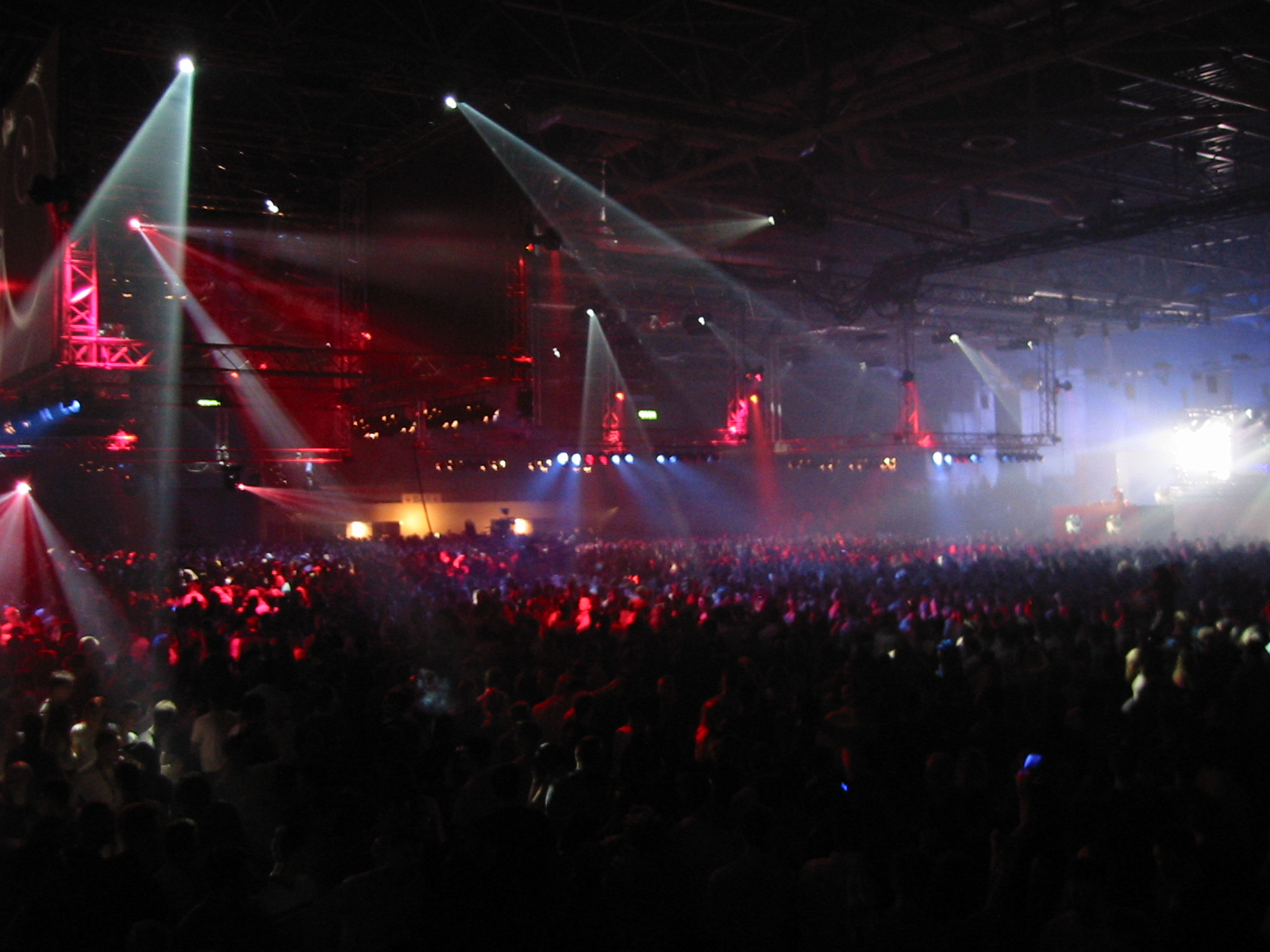
Trance Energy 2002 in Utrecht

Die Trance Energy war eine Veranstaltung der Trance-Musikszene, die seit 1999 vom niederländischen Musikveranstalter ID&T organisiert wurde.
Ursprünglich fand sie zweimal jährlich mit einer kleineren und einer größeren Ausgabe statt. Nachdem 2002 die kleinere Ausgabe nicht ausverkauft war, wurde die Trance Energy seither nur noch einmal jährlich im Kongresszentrum Jaarbeurs in Utrecht veranstaltet. Sie war seither immer mit 30.000 Besuchern ausverkauft.
Anfang 2017 wurde bekannt, dass Trance Energy nach langjähriger Abstinenz ihr Comeback gab. Dies geschah mit einer eigenen Trance Energy-Bühne auf dem Festival Tomorrowland am 21. Juli 2017. Hierfür wurden Größen wie Ferry Corsten, Markus Schulz und, Paul van Dyk arrangiert.
Seit 2021 finden sich keine neuen Erwähnungen mehr im Internet. 

## Veranstaltungen
| Ausgabe          | Datum              | Ort                   | Hymne                                                | Zuschauer            |
| ---------------- | ------------------ | --------------------- | ---------------------------------------------------- | -------------------- |
| 1                | 30. April 1999     | Beursgebouw Eindhoven |                                                      | 8.500 (ausverkauft)  |
| 2                | 30. August 1999    | Statenhal Den Haag    |                                                      | 10.000 (ausverkauft) |
| 3 (Trance 2000)  | 31. Dezember 1999  | Beursgebouw Eindhoven |                                                      | 8.500 (ausverkauft)  |
| 4                | 29. April 2000     | Beursgebouw Eindhoven |                                                      | 8.500 (ausverkauft)  |
| 5                | 30. September 2000 | Thialf Heerenveen     | Svenson & Gielen – The Beauty of Silence             | 20.000 (ausverkauft) |
| 6                | 17. Februar 2001   | Jaarbeurs Utrecht     | Push – Strange World                                 | 30.000 (ausverkauft) |
| 7                | 20. Oktober 2001   | Thialf Heerenveen     | Svenson & Gielen – Twisted                           | 20.000 (ausverkauft) |
| 8                | 16. Februar 2002   | Jaarbeurs Utrecht     | Svenson & Gielen – We Know What You Did              | 30.000 (ausverkauft) |
| 9                | 21. September 2002 | Thialf Heerenveen     | Svenson & Gielen – Answer The Question               | 15.000               |
| 10               | 15. Februar 2003   | Jaarbeurs Utrecht     | Cygnus X – Positron                                  | 30.000 (ausverkauft) |
| 11               | 31. Januar 2004    | Jaarbeurs Utrecht     | Svenson – Sunlight Theory                            | 30.000 (ausverkauft) |
| 12               | 12. Februar 2005   | Jaarbeurs Utrecht     | Rank 1 – Beats@Rank-1 Dotcom                         | 30.000 (ausverkauft) |
| 13               | 11. Februar 2006   | Jaarbeurs Utrecht     | Marcel Woods – Advanced                              | 30.000 (ausverkauft) |
| 14               | 3. März 2007       | Jaarbeurs Utrecht     | Joop – The Future                                    | 30.000 (ausverkauft) |
| 15               | 23. Februar 2008   | Jaarbeurs Utrecht     | Ernesto vs Bastian – Thrill                          | 30.000 (ausverkauft) |
| 16               | 7. März 2009       | Jaarbeurs Utrecht     | Rank 1 – L.E.D. There Be Light                       | 30.000 (ausverkauft) |
| 17               | 3. April 2010      | Jaarbeurs Utrecht     | Sander van Doorn – Renegade                          | 27.000               |
| 18 (Energy)      | 19. Februar 2011   | Jaarbeurs Utrecht     | Jochen Miller – Classified                           | 20.000               |
| 19 (The Network) | 3. März 2012       | Jaarbeurs Utrecht     | Hardwell – Cobra                                     | 15.000               |
| 20 (Energy)      | 2. März 2013       | Ziggo Dome Amsterdam  | Sunnery James & Ryan Marciano, Jaz Von D – Firefaces | 14.000               |